# Селси
Селси (en: Selsey) — приморский город и община (англ. Civil parish, букв. «административный приход») в Англии.
Город находится на южной оконечности полуострова, называемого «Manhood Peninsula», около восьми миль к югу от Чичестера, в Западном Суссексе, в историческом графстве Сассекс, Англия. Площадь: 12,28 км².
В город и из города ведет только одна дорога, называемая «the ferry» (паром).

## История
Соответственно Англосаксонским хроникам, около 477 года полуостров был захвачен саксами, которые под предводительством Эллы (англ. Ælle, умер в 514) и трёх его сыновей приплыли к берегам Британии и высадились около Кименесоры (Cymenshore) недалеко от Селси. В первом же сражении они разбили местных жителей, которые вынуждены были бежать в лес. Элла провозгласил себя королём Сассекса, где правил с 477 по 514. Селси являлся столицей Королевства Сассекс. Святитель Вилфрид Старший, епископ Йоркский (634—709), проведший несколько лет в Королевстве южных саксов (где-то между 679 и 686 годами) основал в Селси монастырскую церковь в 681 году. Беда Достопочтенный в своей Церковной истории народа англов (731 г.) описывает это так:
Земля эта называлась Селасей или, по-латыни, Тюлений остров; она была окружена морем со всех сторон, кроме запада, где к ней прилегал кусок земли шириной в дальность броска пращи. По-латыни такое место называется «полуостров», а по-гречески «херронес». Получив эту землю, епископ Вилфрид выстроил там монастырь и поселил в нем братьев, приведенных с собою, дав им правила. Его преемники, как я слышал, управляют тем местом до сего дня.
.
Король Сассекса Кэдвалла (Cædwalla), некогда язычник, благодаря св. Вилфриду принял Святое Крещение в Риме и затем почитался как святой. Сохранилось древнее изображение короля Кэдвалы, жалующего земли в Селси святителю Вилфриду. Монастырь, выстроенный Вилфридом в Селси, был в Средние века затоплен морем, и в 1075 году место епархии было перенесено из Селси в Чичестер.